# Prehistoria del pueblo húngaro
Véase Panonia antes de los húngaros para la prehistoria de Hungría (no la de la etnia húngara).
La prehistoria húngara (en húngaro: magyar őstörténet) es un período específico de la historia de los magiares que empieza cuando los magiares pueden ser considerados como un pueblo identificable separadamente de otros hablantes úgricos (1000 - 500 a. C.), y concluye cuando ocupan y colonizan la Llanura panónica, alrededor del 896 d. C. (en húngaro: Honfoglalás).
Los eventos que ocurrieron entre el Honfoglalás ("la ocupación de nuestro país") y la coronación de San Esteban (1000/1001 d. C.) también están incluidos por algunas historiadores como parte de la prehistoria húngara. Igualmente, los términos "historia antigua", e "historia temprana" son emoleados en diferentes fuentes para describir el mismo período de la historia húngara.

## La formación del pueblo magiar

### Emergencia de los hablantes ugrios
El idioma húngaro es un lengua ugria, perteneciente al grupo de lenguas ugrofinesas, un agrupamiento en la familia de las lenguas urálicas. Las lenguas finoúgrias se separaron dentro de las lenguas urálicas antes del 4000 a. C. y la comunidad de las lenguas finopérmicas con las urálicas terminó antes del 2000 a. C.
Los cambios climáticos alrededor del 1300 a. C. resultaron en la expansión hacia el norte de las estepas, lo que empujó a varios grupos dentro del pueblo proto-ugrio a adoptar un estilo de vida nómada. Este cambio fue reforzado por el hecho de que los diversos grupos proto-iranios que vivían al sur de ellos habían estado practicando la transhumancia y su influencia en el pueblo proto-ugrio puede ser probada por varias palabras prestadas en sus lenguas. La formación del idioma húngaro ocurrió alrededor de este momento (entre el 1000 a. C. y el 500 a. C.) y puede ser localizada en las regiones meridionales de los Montes Urales.
A raíz de otro cambio climático, que tuvo lugar alrededor del 800 a. C. y que causó la expansión de la taiga, los grupos nómadas proto-ugrios (probablemente los ancestros de los magiares) tuvieron que desplazarse hacia el sur, y de ese modo se separaron de los ancestros de los janti y de los mansi.

### ElUrheimathúngaro
El Urheimat húngaro (en húngaro: magyar őshaza) es la patria original teórica de los magiares. El término urheimat viene de la lingüística y tiende a ser reservado para las discusiones sobre los orígenes de un idioma. En relación con el urheimat húngaro, uno de los puntos de vista consensuados es que debe de haberse situado en algún lugar en la zona de estepa al sur de los Urales.
- Un punto de vista[7] afirma que el urheimat magiar es el mismo que el del grupo de lenguas ugrias, en el sector occidental de los Urales.[8] Aún es objeto de debate el momento en que los protomagiares se deplazaron al oeste, desde las regiones al este de los Urales, y se asentaron en Bashkortostán, alrededor de la región en la que se unen el río Kama y el Volga. Su movimiento pudo haber sido causado por las nuevas migraciones de pueblos en el siglo IV d. C., pero también puede estar conectado con la aparición de una nueva cultura arqueológica (la cultura Kushnarenkovo) en la región en el siglo VI.

- Otra visión proclama que el urheimat es aproximadamente la misma área que Yugra, al este de los Urales, donde ahora viven los janti y los mansi. Yugra también suele ser identificada como el urheimat de las lenguas obiugrias, siendo la zona occidental (región del río Kama) la considerada el urheimat de las ugrios.[9] Se cree que los magiares emergieron de este urheimat occidental de los Urales, basándose en la influencia temprana de los pueblos pérmicos.[8]

Sin embargo, algunos autores enfatizan que el concepto de urheimat está obsoleto ya que el desarrollo de un pueblo es continuo.

### Etnónimo
El origen del etnónimo magyar (el gentilicio con el que se autodefinen de los húngaros) podría ser una evidencia del período en el que tuvo lugar la separación de los proto-húngaros y los grupos hablantes de lengua proto-Obiugrias, pero hay varias teorías sobre sus orígenes; la palabra podría estar compuesta de dos partes (magy y ar) o quizá sea un préstamo proto-iranio.
Palabras similares al elemento propuesto magy son empleadas por los pueblos janti y mansi (en referencia a uno de sus grupos -/mos/ o a sí mismos -/mansi/-, respectivamente), lo que sugiere que tiene origen ugrio y posiblemente signifique "aquellos que hablan". El elemento ar de la palabra puede ser tanto de origen ugrio como túrquico, y su significado sería "hombre". Los estudiosos que defienden el origen túrquico de ar también creen que se refiere a una tribu túrquica que se unió a un grupo de los pueblos proto-ugrios, y que estos dos grupos formaron el pueblo magiar.
Fuentes primarias foráneas utilizan diferentes nombres al referirse a los magiares.
- En las fuentes escitas en árabe, los magiares son mencionados como Madjfarīyah o Madjgharīyah (por ejemplo, por Ahmad ibn Rustah), Badjghird o Bazkirda (por ejemplo, por Al-Masudi), Unkalī (por ejemplo, por Ibrahim ibn Ya'qub), y Turk (por ejemplo, por Ibn Hayyan).[12][13]
- En las fuentes bizantinas, los magiares son llamados Οΰγγροι /Ungroi/, Τουρκοι /Turkoi/ (por ejemplo, por el Emperador León el Sabio), y Σάβαρτοι άσφαλοι /Sawartoi asfaloi/ (por ejemplo, por el Emperador Constantino Porphyrogennetos).[14]
- Cuando las fuentes medievales escritas en latín hablan de los magiares, se refieren a ellos normalmente con los términos Ungri, Hungri, Ungari, y Hungari, aunque algunas de las fuentes los llaman Avari o Huni.[15]
Este nombre latino para los magiares, escrito como Ungri, Hungri, Ungari, Hungari, deben de haber derivado de la forma eslava del nombre de los onogures, una federación de tribus túrquicas (principalmente) de los siglos V al VIII.[15]

### Primeros registros de los magiares
En el siglo V a. C., Heródoto describió un pueblo llamado Іϋρκαι /Iurkai/, cazadores ecuestres que vivían alrededor de los ríos Kama y río Bélaya; algunos autores sugieren que este registro puede ser la primera referencia de los ancestros de los magiares. El pueblo nombrado por Estrabón como Οΰγρου /Ugroi/ podría también ser identificado con los antiguos húngaros, aunque es más plausible que se refiera a una de las tribus de los sármatas.
Basándose en el antiguo nombre Σάβαρτοι άσφαλοι /Sawartoi asfaloi/ de los magiares, registrado por el emperador Constantino Porphyrogennetos, algunos estudiosos asumen que las fuentes bizantinas, musulmanas y armenias, que hablan de un pueblo llamado Σάβιροι /Sawiroi/, Σεβορτιοι /Sewortioi/, Siyāwardiya, y Sevordi, registraron la presencias de los antiguos magiares al norte de las montañas del Cáucaso entre los siglos V y X. Por otro lado, otros autores apuntan que esta identificación es bastante dudosa basándose en argumentos lingüísticos.
El autor bizantino que continuó el trabajo de Jorge el Monje menciona que alrededor del 837, el Primer Imperio Búlgaro buscó la alianza con un pueblo pagano llamado Ungri, Turc o Hun contra los antiguos habitantes del thema de Macedonia, que se habían rebelado contra los búlgaros, pero los rebeldes vencieron a los paganos y volvieron al imperio Bizantino. El pueblo pagano se identifica con los antiguos húngaros, siendo ésta la primera referencia a los magiares no cuestionada por los estudiosos modernos.
Según el Annales Bertiniani, en 839, el Emperador Teófilo le pidió al emperador Luis el Piadoso que ayudara a los delegados del Rus, que habían visitado Constantinopla, en su vuelta a su país, porque "pueblos bárbaros y salvajes" pondrían en peligro el camino por el que habían llegado a Constantinopla. Sin embargo, la identificación de los "pueblos bárbaros y salvajes" con los magiares no ha sido generalmente aceptada.
Constantino Porfirogénito registra en su obra “De Administrando Imperio” que el Gran Kan y el Bek de los jázaros pidieron al emperador Teófilo que les contruyera la fortaleza de Sarkel. Su registro está conectado con los magiares a raíz de que la nueva fortaleza debe haber sido necesaria por la aparición de un nuevo enemigo de los jázaros, y no hay otros pueblos, en ese momento, que se puedan tener en cuenta como enemigos de los jázaros. En el siglo X, Ahmad ibn Rustah también mencionó que 

antes, los jázaros se habían fortificado contra los ataques de los magiares y de otros pueblos
Ahmad ibn Rustah

## Migraciones

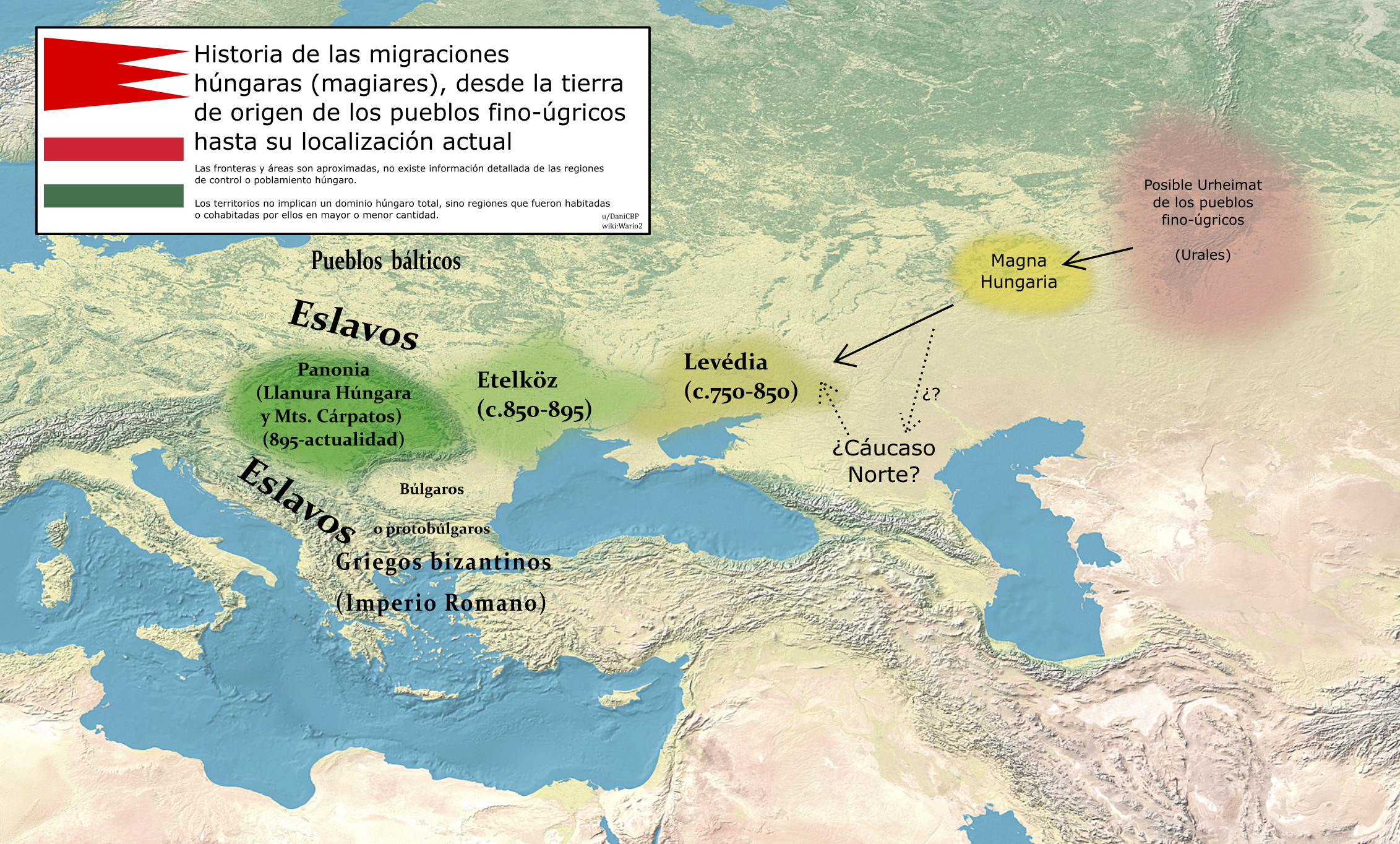
Migración de los Húngaros según las teorías actuales.

Algunas áreas muy específicas son denominadas y conectadas con la migración de los magiares desde su hogar original a la Hungría actual. Cada zona es detallada a continuación.

### Magna Hungaria
Basándose en documentos escritos en el siglo XII y XIII que mencionan Ungaria maior o Ungaria magna, autores modernos utilizan el nombre Magna Hungaria (literalmente, “Gran Hungría”) cuando se refieren al territorio donde solían vivir los ancestros de los magiares.  En 1235, Julianus localizó esta tierra directamente al este de la capital de la Bulgaria del Volga.
Una teoría afirma que los magiares se desplazaron a esa zona desde un urheimat al norte antes de emigrar hacia el sudoeste. En Bashkortostán se conservan tumbas que confirman el asentamiento de los ancestros de los húngaros, un lugar de enterramiento con 150 tumbas, que demuestran su emplazamiento en el territorio Volga-Kama en los siglos VIII y IX.

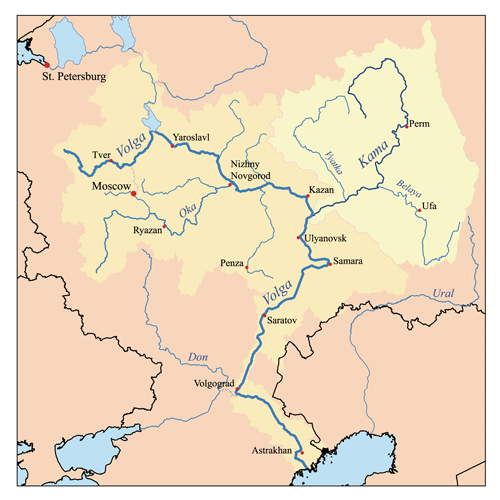
Mapa que muestra la confluencia del Volga y el Kama (el territorio donde debería encontrarse la Magna Hungaria).

Investigaciones lingüísticas así como toponímicas también sugieren que, en la región Volga-Kama, los magiares contactaron con los búlgaros del Volga, que estaban migrando al norte tras la década de 670. Otros autores sugieren que los magiares contactaron con los pueblos túrquicos, ya en el siglo V d. C., se dio su migración desde Magna Hungaria al sur en ese período.
Los magiares se organizaron en tribus probablemente en la región, porque el nombre de una de sus tribus (Gyarmat) puede haber sido preservado como un nombre de clan entre los bashkires. El nombre de diversas tribus magiares es de origen oghur, lo que prueba que tribus oghures también se unieron a los magiares.
Los antiguos magiares se separaron en dos grupos entre 750 y 830; y, a partir de entonces, los dos grupos coexistieron separadamente: uno de ellos se quedó en Magna Hungaria hasta la década de 1240, mientras que el otro grupo (los ancestros de los futuros húngaros) se desplazó al sur. De todos modos, la migración al sur de los ancestros de los húngaros debe de haber ocurrido ya en el siglo VII (o incluso antes), o los dos grupos de magiares no se deben de haber separado hasta el siglo IX.

### El áreaDon-Kubán
Algunos estudiosos 
sugieren que desde Magna Hungaria, los antiguos magiares se desplazaron a la región al 
norte de las montañas del Cáucaso, alrededor de los ríos Don y Kubán. Enfatizan que varias palabras 
húngaras conectadas a la viticultura pueden haber sido préstamos de una lengua túrquica en esos territorios, y, del mismo modo, otros préstamos lingüísticos pueden haber sido tomadas de los alanos que vivían al norte de las Montañas del Cáucaso. Los rasgos característicos de la indumentaria de los magiares pueden también haberse desarrollado alrededor de ese momento.
Por otro lado, otros investigadores apuntan que la prueba de que los magiares ocuparon ese territorio alrededor de estos dos ríos es demasiado leve.

### Levédia
El emperador Constantino VII Porphyrogenito llama Levédia al lugar donde los primeros magiares solían vivir; el nombre surge del voivoda magiar Levédi. También informa de que un río, llamado Chidmas o Chingilo, fluye por ese territorio (la teoría más amplimente aceptada identifica el Chidmas con el río Kodima y el Chingilo con el río Inhul (ambos afluentes del Bug Meridional). Se han formado dudas al respecto de la existencia de esta Levédia, ya que el nombre en sí sugiere que era el territorio de una sola de las tribus magiares (la del voivoda Levédi) y, por esa razón, no podría ser el nombre de todo el territorio donde la federación de las tribus magiares se asentaron.
De acuerdo con a obra del Emperador, los magiares lucharon juntamente con los jázaros, lo que sugiere que las tribus magiares estaban bajo soberanía jázara. La duración del período en el que las tribus magiares habrían sido subyugadas por el Imperio jázaro es objeto de debate: el emperador informa de que vivieron allí juntos solamente tres años, mientras que algunos autores modernos hablan de un período de unos 300 años. Otros investigadores sugieren que la soberanía jázara debe de haber comenzado alrededor de 840, cuando las referencias a un pueblo distinto de los jázaros desaparecen de las fuentes escritas.
Alrededor de 850, los pechenegos, que habían sido derrotados por los jázaros, invadieron Levédia y derrotaron a los magiares, quienes, liderados por el voivoda Levédi, fueron obligados a huir hacia el oeste. Un grupo de los magiares, no obstante, se desplazó a las montañas del Cáucaso y se asentó allí, donde sus descendientes vivirían hasta el siglo XIII. Por otro lado, algunos investigadores modernos sugieren que los magiares se desplazaron hacia el oeste ya en el siglo VII cuando la Gran Bulgaria se desintegró bajo la presión jázara y los búlgaros dejaron el territorio al norte del mar Negro.

### Etelköz
A continuación de su derrota contra los pechenegos (o a continuación de la desintegración de la Gran Bulgaria), las siete tribus magiares (en húngaro: Hétmagyar) se desplazaron al oeste y se asentaron en el territorio que Constantino Porphyrogenito llama Etelküzü (o Etel y Küzü). El territorio se localiza alrededor de los ríos Dniéper, Bug meridional, Dniéster, Prut y Siret.

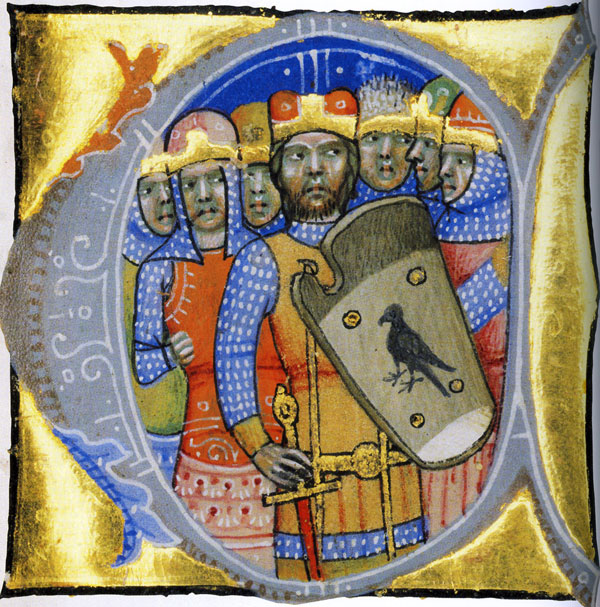
Los siete jefes de la Conquista (Chronicon Pictum).

Poco después, como informa el emperador Constantino, el Gran kan de los jázaros envió representantes al voivoda Levédi sugiriéndole que sería elevado al estatus de "gran príncipe". Levédi, sin embargo, rechazó la oferta del Gran kan y propuso en su lugar al príncipe Álmos o a su hijo, Árpad, y el gran kan aceptó su propuesta. Aunque el emperador bizantino afirma que los líderes de las siete tribus preferían a Árpad, los investigadores modernos normalmente consideran que su padre, Álmos, fue proclamado el primer Gran Príncipe de los Magiares (este título es registrado como megas Turkias arkhon en De administrando imperio). Algunos investigadores, aunque debaten la credibilidad de las explicaciones del emperador y consideran la historia como una explicación legitimadora inventada por los Árpádes para el cambio de régimen.
Según la obra de Ahmad ibn Rustah, el liderazgo de la federación tribal magiar se dividió entre un líder espiritual y uno administrativo y militar - similar a la práctica que los jázaros acostumbraban a seguir. Ahmad ibn Rustah también registra que el líder nominal de la federación tribal Hétmagyar solía ser el kende, pero su líder militar era gyula. En el imperio jázaro, quien ostentaba la tercera dignidad (después del líder militar) se llamaba kündür, lo que sugiere que el Gran kan jázaro le otorgó este título al recién elegido jefe de la federación tribal magiar.

Los magiares son una raza de turcos y su líder cabalga con 20.000 jinetes y este rey es llamado k.nd.h y este nombre designa a su rey, para el nombre del hombreque es realmente es rey sobre ellos es ĝ.l.h y todos los magiares aceptan las órdenes de su ĝ.l.h en los asuntos de guerra y defensa.
Ahmad ibn Rustah

En 860-861, soldados magiares atacaron a San Cirilo, quien estaba viajando para ver al gran kan alrededor del Querconeso, que había sido capturada por los jázaros.
La federación magiar debe de haberse secesionado del imperio jázaro alrededor de 862, cuando los magiares (Ungri) saquearon Francia Oriental:

(...) enemigos, realmente desconocidos para las naciones, llamados Ungri, devastaron su /Luis el Germánico/ país.
Annales Bertiniani

Los geógrafos musulmanes registraron que los magiares atacaban regularmente a las tribus eslavas vecinas, vendiendo a sus cautivos al Imperio Bizantino. También mencionan que 

Estos magiares con una gente hermosa de buena apariencia y sus ropas de brocado de seda y sus armas son de plata y están incrustadas de perlas.
Ahmad ibn Rusta

Antes de 881, la federación Hétmagyar se vio fortalecida cuando las tres tribus de los cabaros, que se habían rebelado contra los jázaros, se unieron a los magiares. 

Los así llamados cabaroi eran de la raza de los jázaros. Así, se dio una secesión en su gobierno, y cuando estalló una guerra civil, el primer gobierno prevaleció, siendo algunos de ellos asesinados, pero otros escaparon y se asentaron con los turcos en las tierras de los pechenegos, haciéndose los unos amigos de otros, y fueron llamados, cabaroi.
Constantine 'Porphyrogenito: De Administrando Imperio

De ahí en adelante, los cabaros serían vistos como auxiliares militares de los magiares, proveyendo la vanguardia y retaguardia de sus huestes. En 881, los magiares y los cabaros invadieron Francia Oriental, luchando en dos batallas, los primeros (Ungari) en Wenia (probablemente Viena) y los últimos (Cowari) en Culmite (posiblemente Kulmberg o Kollmitz en Austria).
Los magiares eran alquilados ocasionalmente por los gobernantes de los países vecinos para intervenir en sus luchas. De acuerdo a los Anales de Fulda, en 892, el rey Arnulfo de Carintia invadió la Gran Moravia y los magiares se unieron a sus tropas. En 894, los magiares invadieron Panonia en alianza con el rey Svatopluk I de Moravia.

## La "Conquista de nuestro país"(Honfoglalás)

La conquista.

### Preludio
Las teorías sobre las razones de la invasión magiar de la Cuenca Cárpata pueden ser divididas en tres grupos:
- basándose en la tradición de los cronistas posteriores y en los Gesta Hungarorum ("Las proezas de los húngaros"), reforzada por el éxito aparente de la Conquista (asegurando todas sus fronteras en un período de doce años), algunos estudiosos creen que la invasión fue una operación militar intencionada, con el claro propósito de ocupar la Cuenca Cárpata que los magiares ya habían contemplado como su futuro país en anteriores campañas por la región;
- otras teorías añaden que los magiares, amenazados por los pechenegos (una tribu túrquica), habrían estado planeando conquistar el territorio protegido por los Cárpatos, pero sus planes serían precipitados por el repentino ataque pechenego sobre Etelköz;
- basándose en fuentes contemporáneas o casi contemporáneas, el tercer grupo de historiadores cree que la invasión magiar fue una acción militar involuntaria, forzada por el ataque conjunto de los pechenegos y del Imperio Búlgaro contra ellos.

#### Movimientos en la Estepa
Historiadores musulmanes informaron de que en 893, Isma'il ibn Ahmad, el amir samánida de Transoxiana, realizó una victoriosa campaña militar contra Qarluq, una tribu túrquica que se había desplazado al norte y había expulsado a los turcos oğuz de sus dominios, siendo obligados estos últimos a moverse hacia el oeste y atacar a los pechenegos. De este modo, la acción del emir samánida impulsó una serie de movimientos de los pueblos de la Estepa euroasiática, poniendo bajo presión a los pechenegos.

Originalmente, los pechenegos tenían su territorio en el río Atil /el río Volga/ e igualmente en el río Geich /el río Ural/, teniendo fronteras en común con los jázaros y los así llamados uzes. Pero hace cincuenta años los así llamados uzes hicieron causa común con los jázaros, y presentaron batalla a los pechenegos y los vencieron y expulsaron de su territorio, que los así llamados uzes han ocupado hasta hoy. Los pechenegos huyeron y deambularon buscando un lugar para asentarse
Constantine Porphyrogenito: De Administrando Imperio

#### Loscabarosy losszékely
Basándose en fuentes primarias, los historiadores modernos afirman que algunas tribus de la federación Hétmagyar podrían haber expandido sus dominios a partes de la cuenca cárpata al este del río Garam incluso antes de que comenzara el Honfoglalás. Apuntan que el historiador tardomedieval Johannes Aventinus menciona que el rey Arnulfo de Carintia prometió a los magiares, en 892, que podrían quedarse con todos los territorios que ocuparan si le brindaban apoyo militar contra la Gran Moravia. Asimismo, tanto en los Gesta Hungarorum como en los Gesta Hunnorum y Hungarorum ("Las proezas de los hunos y los húngaros"), se registra la tradición por la que los 'székely, los cuales se habrían unido a la federación tribal en Etelköz, ya se habrían asentado en la cuenca cárpata en el momento en que las tribus magiares invadieron el territorio. 

Cuando ellos /los Székely/ supieron que los magiares estaban volviendo una vez más a Panonia, se apresuraron para reunirse con ellos en Rutenia para conquistar la región de Panonia.
Crónica Ilustrada

Si la teoría que comentamos es válida, los cabaros y los székely (que se habían unido a la federación tribal Hétmagyar y así tenían que marchar antes de los ejércitos magiares en las guerras) deben haber sido los primeros en asentarse alrededor de 893.

#### Alianza con elImperio bizantino
Después de 893, una guerra estalló entre los imperios bizantino y búlgaro; el zar Simeón I de Bulgaria invadió Tracia y sus tropas destruyeron a los ejércitos bizantinos. Poco después, el emperador León VI el Sabio despachó enviados a los magiares, que firmaron un acuerdo con Árpád y Kurszán (que eran los líderes de la federación Hétmagyar en ese momento) contra el Imperio Búlgaro.
La flota bizantina desplegó a las tropas magiares por el Danubio, las cuales derrotaron a los búlgaros en tres batallas (en el Danubio, Silistra y Preslav), haciendo huir al zar a una fortaleza llamada Mundraga. A continuación de estas victorias, los magiares comenzaron a volver a sus posesiones de Etelköz. De acuerdo con los anales del Rus, los magiares 

(...) derrotaron a los búlgaros, huyendo dificultosamente Simeón a Silistria.

#### La intervención pechenega
Poco después de su derrota, el zar Simeón hizo una alianza con los pechenegos que buscaban nuevos territorios. El zar condujo a sus ejércitos contra los magiares y los derrotó en una batalla decisiva. Mientras tanto, los pechenegos invadieron el territorio magiar en Etelköz y saquearon el territorio, que se encontraba casi desprotegido porque las tropas magiares se encontraban lejos, en Bulgaria.
Tras su derrota decisiva a manos de los búlgaros y la invasión de los pechenegos en sus tierras, los magiares se vieron obligados a moverse desde Etelköz e invadieron la Llanura Panónica alrededor de 896.

(...) cuando los turcos /los magiares/ se habían marchado para una expedición militar, los pechenegos con Simeón atacaron a los turcos y destruyeron completamente sus familias y expulsaron de allí a los turcos que estaban protegiendo el territorio. Cuando los turcos regresaron y encontraron el país así de desolado y grandemente arruinado, se asentaron en la tierra en la que viven hoy.
Constantino Porfirogéneta: De Administrando Imperio

Nótese que la fuente de Constantino es la palabra de los pechenegos, y las pruebas arqueológicas muestran una población completa (incluyendo a mujeres, niños y ancianos) de colonos magiares.

Los magiares/ fueron expulsados de sus propias posesiones por los pueblos vecinos, llamados pechenegos.
Regino de Prum, Chronicon

### La conquista de la Cuenca Cárpata

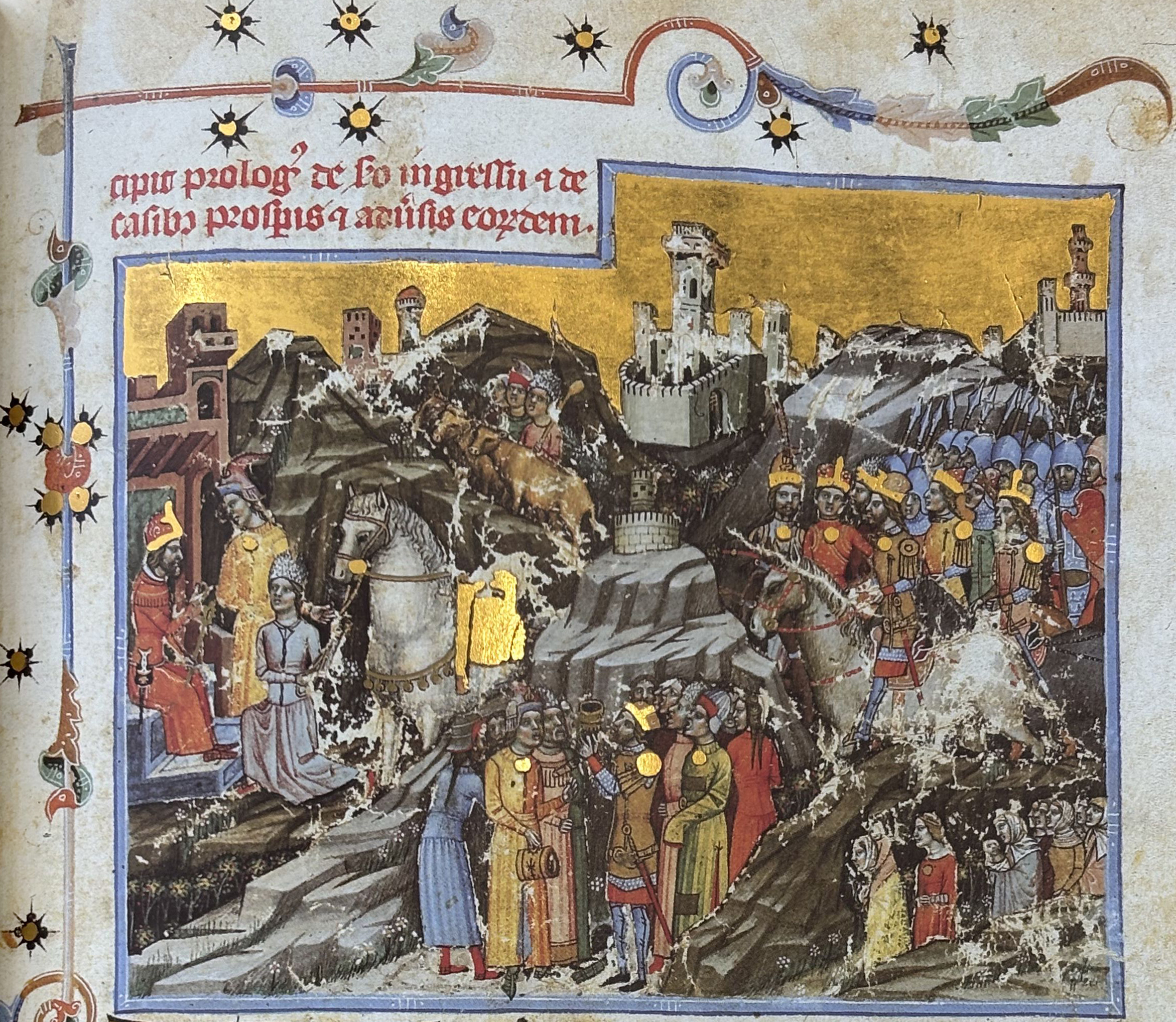
La invasión de los magiares (Chronicon Pictum).

Tras sus catastróficas derrotas ante los pechenegos y los búlgaros, los magiares se vieron forzados a emigrar a nuevos pastos; así, toda la población se desplazaría cruzando las montañas que limitaban su territorio hacia el territorio de la Llanura Panónica.
En ese momento, los magiares probablemente mataron a su líder espiritual, el gran príncipe Álmos, siguiendo una tradición similar jázara que prescribía el asesinato de los grandes janes (como un sacrificio humano) en caso de desastres qüe afectaran a la población.

Álmos fue asesinado (…) no le estaba permitido entrar en Panonia.
Crónica Ilustrada

La cronología y las circunstancias de la conquista de la Cuenca Cárpata son todavía debatidas por los autores modernos, porque las fuentes primarias contienen datos contradictorios. Incluso la fecha exacta de la conquista no puede ser determinada basándose en las fuentes primarias; los autores modernos tienden a aceptar la teoría de que los magiares invadieron la cuenca cárpata alrededor del 895 (entre 893 y 897), aunque algunos investigadores todavía afirman que este hecho se dio más tarde del 897.
Las circunstancias de la conquista que todavía son objeto de debate para los investigadores modernos incluyen:
- los estados que existían en la cuenca cárpata a finales del siglo IX y sus límites exactos;
- los pueblos que vivían en la cuenca cárpata en el momento de la invasión de los magiares;
- la cronología de la conquista;
- la credibilidad de ciertas fuentes primarias escritas siglos después de los acontecimientos.

#### La Cuenca Cárpata en los tiempos de la invasión magiar - política
En los tiempos de la invasión magiar, la cuenca cárpata fue dividida entre varios potencias, ya que tras el colapso del Imperio Ávaro alrededor del 800, las potencias vecinas han ocupado solo partes de su territorio.
- La región de Transdanubia (Panonia) y las partes de Eslavonia pretenecían a Francia Oriental.[12][16] La población eslava de la provincia estaba gobernada por duques nombrados por el re de Francia Oriental con sede en Blatnograd (hoy Zalavár en Hungría).[16]
- Los territorios al norte del río Danubio pertenecían a Moravia, pero la expansión de los territorios moravos en el área oriental de la cuenca cárpata está todavía bajo debate.[16]
- Transilvania y otras regiones al este del río Danubio fueron ocupados por los búlgaros alrededor del 803.[16][27]

Algunos autores modernos enfatizan que algunas fuentes medievales escritas en los siglos IX y X sugieren la existencia de otra Moravia ("Gran Moravia") en las regiones meridionales, pero otros investigadores apuntan que no hay pruebas arqueológicas que respalden la existencia de "dos Moravias".

#### La cuenca cárpata en los tiempos de la invasión magiar - pueblos
Cuando los magiares invadieron la Llanura Panónica, su mayor parte estaba habitada por pueblos eslavos; no solo confirman esta situación las fuentes primarias del siglo IX, sino también los nombres de emplazamientos y los nombres de varios ríos prueban que los magiares conquistaron un territorio cuya población hablaba principalmente idiomas eslavos.
Al margen de los eslavos, los ávaros debían de formar una parte significativa de la población a finales del siglo IX; tanto las fuentes contemporáneas como un creciente número de evidencias arqueológicas sugieren que grupos de ávaros sobrevivieron a la desintegración de su imperio.
Las fuentes escritas en el siglo IX también sugieren que algunos grupos de onogures, que se habrían desplazado a la Llanura Panónica alrededor de 670, todavía vivían en el territorio cuando los magiares lo invadieron.
Pruebas arqueológicas sugieren que los búlgaros ocupaban el valle del Maros en el momento de la invasión magiar.
La presencia de algunos grupos de gépidos también fue documentada por las fuentes escritas en el siglo IX. A continuación del colapso del poder ávaro, los alemanes inmigraron a las regiones ocupadas por Francia Oriental.
Finalmente, algunos investigadores modernos añaden la cuestión sobre si existía población Romano-Dacia en Transilvania durante esta época. (Véase Origen de los rumanos.)

#### La invasión
La tradición húngara conecta los acontecimientos de la invasión (the Honfoglalás) con el hijo y sucesor de Álmos, el gran príncipe Árpád. Las fuentes contemporáneas, sin embargo, enfatizan el papel que desempeñó Kurszán durante la invasión, lo que sugiere que él era el líder militar de la federación tribal.
La ruta que los magiares siguieron cuando invadieron la Llanura Panónica está bajo debate:
- basándose en las crónicas que probablemente conservaban la tradición magiar, algunos autores creen que los magiares primero ocuparon Transilvania;
- otros investigadores siguen los datos que da el autor de los Gesta Hungarorum sobre los acontecimientos, quien describe a los magiares llegando por los pasos nororientales de los Cárpatos, ocupando Transilvania únicamente en una etapa posterior.

Los seguidores de la primera teoría enfatizan que los magiares deben de haberse ocupado de asuntos internos después de la conquista de las regiones orientales de la Llanura Panónica, porque no intervinieron en las luchas internas de Moravia (la del norte). Apuntan que los hallazgos arqueológicos sugieren la presencia de guerreros magiares alrededor de Kolozsvár (hoy Cluj-Napoca en Romania) y el valle del río Olt alrededor de la época de la invasión. La compilación de crónicas del siglo XIV relata que los magiares 

descansaron en Transilvania, y sus bestias descansaron.
Crónica Ilustrada

Sus oponentes explican que tras la derrota frente a los pechenegos, los magiares, ya bajo el liderazgo de Árpád, se dirigieron al norte (alrededor de Kiev y Galitzia), entrando en la Llanura Panónica a través del paso de Verecke. Resaltan el hecho de que las tumbas magiares más antiguas y numerosas se han encontrado en esa zona, alrededor de Zemplin y Szabolcs. La falta de artefactos húngaros en el valle del río Maros es para ellos una fuerte evidencia de que no pasaron por Transilvania. Otrps historiadores proponen que si los magiares hubiesen entrado en Transilvania, se hubiesen quedado allí.
Cuando en el siglo XII, el cronista ruso Néstor describió los acontecimientos de la invasión, mencionó que: 

Llegando desde el este, ellos /los magiares/ marcharon apresuradamente por las altas montañas, que son llamadas montañas de los magiares, y empezaron a combatir a los 'Voloji (Волохи) /el pueblo de Francia Oriental o 'los rumanos/ y los eslavos que habitaban esas tierras. Los eslavos vivían originalmente allí y los 'Volojove (Волохове) habían sometido el país de los eslavos. Posteriormente, sin embargo, los magiares derrotaron a los 'Volji (Волъхи), sometieron a los eslavos y se asentaron en su país. Desde entonces, esta región se ha llamado Hungría.
Crónica de Néstor

No obstante, los magiares invadieron la Gran Llanura Húngara y pudieron ocupar los territorios de la Cuenca Cárpata al este de los ríos Danubio y Garam probablemente sin enfrentarse a ninguna resistencia seria. En el caso de que existiera una "Gran Moravia" en las regiones meridionales de la cuenca, los magiares ocuparon sus territorios durante la invasión y posiblemente también invadieron las zonas del sur de Transilvania que ´habían sido ocupadas por los búlgaros. La primera leyenda de San Naum cuenta que los magiares ocuparon la tierra morava 

y la devastaron. Aquellos /de los moravos/ que no fueron capturados por los magiares, huyeron hacia los búlgaros. Y sus tierras deshabitadas permanecieron en manos de los magiares.
Primera leyenda de San Naúm

#### La primera campaña contraItalia
En 899, los magiares invadieron las regiones septentrionales de Italia y saquearon el campo alrededor de las ciudades de Treviso, Vicenza, Verona, Bérgamo y Milán. Cuando fueron informados de que el rey Berengario I de Italia estaba reuniendo un ejército contra ellos, fingieron huir y derrotaron al ejército del rey en la batalla de Brenta (24 de septiembre de 899).

Tras su victoria, tomaron Vercelli y Módena, asediando Venecia donde fueron derrotados y abandonaron Italia. Los Anales de Fulda mencionan que ellos 

tomaron la misma ruta por la que habían vuelto devastando una gran parte de Panonia.
Anales de Fulda

#### La segunda fase de la conquista
Cuando el emperador Arnulfo I murió el 8 de diciembre de 899, los magiares enviaron delegados a su sucesor Luis el Niño de Francia Oriental. Esta misión pretendía, bajo el pretexto de la firma de un tratado, el que se reconociera la tierra de Panonia como ocupada. Poco después, los magiares comenzaron una guerra con los moravos, ocupando una parte de su tierra entre los ríos Garam y Morava; al cruzar sorpresivamente el Danubio, atacando territorios de sus aliados (por ser tierras de Francia Oriental), no encontraron prácticamente resistencia y tomaron Panonia.
Un relato detallado sobre este acontecimiento fue escrito por el obispo Liutprando de Cremona que relata que un año después de la muerte de Arnulfo y de la coronación de su hijo (en 900) los magiares 

reuniendo un ejército muy grande, pidieron para ellos al pueblo de los moravos a los que el rey Arnulfo había subyugado, ocupando también las fronteras de los bávaros. 1

Los húngaros no se detuvieron ni en el río Morava ni en la frontera occidental de Panonia, penetrando profundamente en el territorio de Baviera, extendiendo la devastación y la destrucción a territorios tan alejados como el río Enns. Aunque Luitpoldo, Margrave de Baviera los derrotó en una batalla cerca de Linz, su victoria no tuvo efecto sobre los logros magiares en la cuenca cárpata. Así, para el año 900 el territorio de esta cuenca al oeste de la línea Garam-Danubio estaba bajo control magiar, lo que complataba la conquista.
Los magiares aspiraron a expandir su soberanía a los territorios de Carantania, pero en el año 901 el margrave Ratoldo les derrotó. En 902, dirigieron una campaña contra los moravos del norte y les derrotaron arrasando el país.

### Consecuencias
El Honfoglalás puede ser cualificado desde varios puntos de vista.
- Concentrándose solo en su substancia, independientemente de sus consecuencias, la conquista fue puramente un cambio de pasturas de un pueblo nómada como los que a menudo habían tenido lugar anteriormente. Sin embargo, en los siguientes siglos, este pueblo, el de los húngaros, conseguiría fundar un país adoptando las tradiciones europeas.
- La llegada de los húngaros introdujo una cuña no eslava entre los eslavos occidentales y los eslavos meridionales, siendo este un factor que contribuiría al triunfo del latín sobre los eslavos entre los eslavos occidentales.[25]
- La llegada de los pechenegos separó a los magiares de los jázaros, con los que habían tenido vínculos cercanos. Esto debilitó en gran manera a los jázaros como potencia de la estepa, de modo que serían derrotados definitivamente en 965 por Sviatoslav I de Kiev.[25]

## Leyendas húngaras sobre sus orígenes, sus migraciones y la conquista

### La leyenda de la Cierva Maravillosa

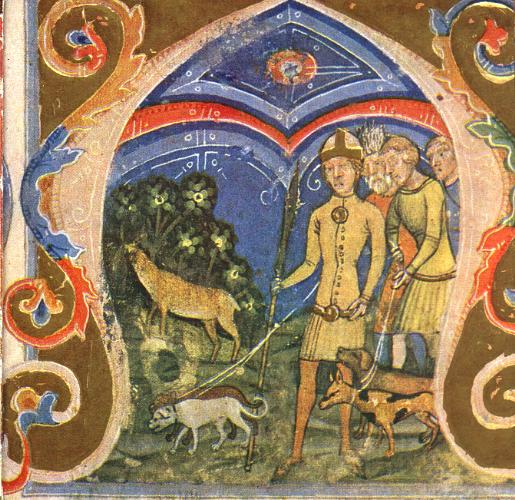
La Caza de la Cierva Maravillosa (Chronicon Pictum).

La leyenda de los orígenes de los magiares fue registrada por Simon de Kéza en los Gesta Hunnorum et Hungarorum ("Los hechos de los hunos y los húngaros"). Según la leyenda, los hermanos Hunor y Magor estaban en una expedición de caza cuando ante ellos apareció una cierva blanca; la cierva atraía a los hermanos hacia los páramos de Mæotis (Mar de Azov), donde desapareció. De todos modos, los hermanos decidieron asentarse allí.
Seis años después, los dos hermanos fueron a cazar de nuevo y se encontraron a las esposas de los hijos de Bular y las dos hijas del príncipe Dula de los alanos; Hunor y Magor comenzaron a perseguir a las mujeres y se las llevaron para que fueran sus mujeres. Así, según recuerda la leyenda, Hunor y una de las hijas del príncipe Dula se convertirían en el ancestro de los hunos, mientras que Magor y su hermana serían los ancestros de los magiares.
La leyenda se interpreta como un recuerdo de las conexiones previas de los magiares con los onogures (Hunor), los búlgaros (Bular), y los alanos. Objetos descubiertos en tumbas que representan a un ciervo rojo sugieren que este culto estaba bastante difundido en las regiones de los montes Urales meridionales en los siglos III y IV.
El tópico del ciervo dirigiendo a un grupo de gente a su nuevo hogar está bien documentado también entre las tribus de la estepa euroasiática y obi-ugrias.

### El sueño deEmese
De acuerdo a la leyenda, registrada en la Gesta Hungarorum y en el Chronicon Pictum, la madre del futuro Gran Príncipe Álmos (llamada Emese por la Gesta Hungarorum) tuvo un sueño en el que un pájaro turul 

que volaba sobre ella y la preñó; ella vio su matriz como la fuente de muchos grandes reyes, que se multiplicarían en tierras extranjeras.
Chronicon Pictum

Los investigadores modernos remarcan que la leyenda ha conservado la tradición de los Árpád sobre su ancestro totémico. La leyenda también sugiere que Álmos pudiera haber sido el líder espiritual (kende) de la federación tribal magiar.

### Dentumoger
La Gesta Hungarorum nombra un lugar llamado Dentumoger donde los antiguos magiares vivían antes de emigrar a la Cuenca Cárpata; este nombre es usado como sinónimo de Escitia. 

Así los húngaros (…) remontan sus orígenes al pueblo escita, a los cuales en su propio lenguaje les llaman Dentumoger. Y que esa tierra llegó a estar superpoblada con la multitud de gente que nació allí…
Gesta Hungarorum

De acuerdo a la gesta, los magiares migraron directamente de Dentumoger a la Cuenca Cárpata siguiendo un camino desde la región del Volga medio hacia Súzdal y hacia Kiev.
Tanto la interpretación como la localización de Dentumoger es incierta. La primera parte de la expresión, Dentu, puede contener el nombre alano para referirse al río Don (Den-) y el antiguo sufijo diminutivo húngaro (-tü); por lo que podría referirse al río Donets ("Pequeño Don"). La segunda parte de la expresión (-moger) contiene una variante antigua de la palabra "magiar".

### La leyenda del Caballo Blanco
El Chronicon Pictum recoge la versión más completa de la Leyenda del Caballo Blanco.
De acuerdo a la leyenda, los líderes de las tribus magiares enviaron "un gran caballo con una silla de montar dorada con oro de Arabia con una rienda dorada" a Svatopluk, pidiendo a cambio suelo, hierba y agua. A Svatopluk le deleitaron los regalos y le dijo a los enviados que cogieran tanto como quisieran. Cuando el gran príncipe Árpád fue informado de la respuesta de Svatopluk, le envió de nuevo delegados con el siguiente mensaje: 

Árpád, juntamente con su gente, te ordena abandonar la tierra que ha sido adquirida, poruqe tu tierra ha sido comprada por el caballo, tu hierba por la rienda, y tu agua por la silla. Vendiste tu tierra, hierba y agua a un precio bajo, por causa de tu avaricia.
Chronicon Pictum

La leyenda probablemente conserve el recuerdo de una alianza realizada entre el rey Svatopluk I de Gran Moravia y los magiares siguiendo las costumbres paganas.
Los Gesta Hungarorum conectan los acontecimientos de la leyenda al dux Salan, un supuesto gobernante de las tierras entre el río Danubio y el Tisza, en la región meridional de la Cuenca Cárpata.

### ElHonfoglalásy las crónicas húngaras

#### Gesta Hungarorum
Los Gesta Hungarorum fueron escritos probablemente entre 1196 y 1220, pero algunos investigadores proclaman que su autor anónimo (llamado Anónimo en obras modernas) escribió sus gesta antes de 1196 en el siglo XII. Su exactitud en cuanto a los hechos que se describen también es bastante disputada por los investigadores modernos.
- Aquéllos que disputan la credibilidad de los gesta esgrimen el argumento de que el autor probablemente no disponía de información (aparte de algunas leyendas tribales y familiares), al cotejar las circunstancias reales de la conquista.[27] De este modo, se inventaría los enemigos y rivales a los que deberían de vencer sus héroes; tomó prestado casualmente los nombres de ríos (Laborc), montañas (Tarcal y Zobor) y castillos (Gyalu) para crear jefes y caballeros (por ejemplo, el búlgaro Laborcy, el cumano Turzol, el checo Zobur, y el valaco Gelou), los cuales no son mencionados en otras fuentes primarias.[27] También resaltan que Anónimo obviamente no tenía conocimiento de los enemigos reales de los colonos (Svatopluk II, el emperador Arnulfo I, el zar búlgaro Simeón); de los adversarios reales de los colonos, que incluían a los moravos, eslovenos, carantanos, francos y bávaros, conociendo él solamente el caso de los búlgaros.[27] Así, arbitrariamente, cuenta entre los oponentes de los magiares a los checos, los cuales en ese momento vivían exclusivamente en el territorio de la cuenca checa, los cumanos, que solo se desplazarían a Europa en el siglo XI, y los valacos; lo que sugiere que estas elecciones reflejan las realidades étnicas y políticas del siglo XII.[27]

- Aquéllos que aceptan la credibilidad de los gesta argumentan que es la crónica preservada más antigua húngara, y que debe de haberse basado en gestas anteriores, por lo que su exactitud sería bastante alta.[44] También explican que los gesta fueron escritos al menos 130 años antes del Chronicon Pictum. Anónimo usa bastantes palabras y expresiones griegas, lo que sugiere que era uno de los pocos autores húngaros que sabía griego, por lo que podría haber basado gran parte de su trabajo en fuentes bizantinas anteriores.[45] Defienden al autor de los gesta atribuyéndole la simple confusión de los cumanos con los pechenegos.[46]

#### Gesta Hunnorum et Hungarorum
El cronista Simón Kezai (capellán de la corte del rey Ladislao IV de Hungría) intentó elaborar detalladamente un relato de la relación entre los hunos y los húngaros en su crónica escrita alrededor de 1283. En su obra, la primera entre los historiadores húngaros, registra la leyenda sobre el origen de los húngaros -"Leyenda de la Cierva Maravillosa") sugiriendo que los hunos (o los húngaros) descendían de dos hermanos. Desde su punto de vista, la conquista de la Cuenca Cárpata se convierte de hecho en una segunda conquista, resaltando que esta segunda conquista fue ejecutada por el mismo pueblo, lo que es lo mismo que decir que los dos pueblos (los hunos y los húngaros) no estaban simplemente relacionados, sino que eran idénticos.

## Teorías alternativas
Las teorías alternativas a la prehistoria húngara se pueden dividir en dos categorías diferentes: aquéllas que surgen de la metodología científica y aquéllas que lo hacen desde la fantasía romántica.

### Doble conquista
El arqueólogo húngaro Gyula László es reconocido por su teoría de una doble conquista (en húngaro: kettős honfoglalás). Esta teoría establece que, cuando los magiares emigraron a Hungría en 895, encontraron un grupo de población que hablaba la lengua húngara y que habían llegado antes, en 670. László identificó este primer grupo de inmigrantes húngaros con los avaros tardíos o onogures. Su razonamiento básico era que las pruebas arqueológicas demuestran que la segunda oleada de húngaros era demasiado escasa en número como para haber afectado a la composición étnica de la población contemporánea, por lo que deberían de haberse asimilado en la población húngara previa. Esta aproximación se completa por la facilidad con que este argumento se adecua al contexto, utilizando los recién llegados los cementerios juntamente con los habitantes originales.
Gyula László también encontró apoyo para su teoría de la doble conquista en fuentes escritas, principalmente en la Crónica de Néstor, que menciona a los "Ugrios blancos" y después a los "Ugrios Negros" pasando por Kiev. Del mismo modo todos los gesta hablan de una población hungaroparlante que los recibía bien por todo el país.

### Otras
Otras varias teorías al respecto de la historia y origen de los húngaros incluyen la idea de que los húngaros descienden de los sumerios, los etruscos, los antiguos egipcios, los xiongnu o los lemurios. Tales teorías se basan generalmente en evidencias débiles y su desarrollo tiende a carecer de un grado cierto de metodología científica. A pesar de que los trabajos de investigación y científicos realizados en el transcurso de los últimos cien años refutan la mayoría de estas teorías alternativas, continúan encontrando suficiente atención para que los investigadores les echen un vistazo de tanto en tanto.